# Rena Inoue
Pour les articles homonymes, voir Inoue.
Rena Inoue (井上 怜奈, Inoue Rena) née le 17 octobre 1976 à Nishinomiya, est une patineuse artistique américano-japonaise. Elle a représenté le Japon en simple et en couple. Depuis 2000, elle représente les États-Unis avec John Baldwin, qui est également son fiancé. Ils ont été double champions américains. Également, ils sont le premier couple à avoir réussi le triple Axel lancé en compétition.

## Biographie

### Vie personnelle
Rena Inoue est née en 1976 à Nishinomiya au Japon. Encouragée par son père, Rena déménagea aux États-Unis en 1996, même si son père est condamné par un cancer du poumon. Il décéda en février 1997, à l'âge de 45 ans. En novembre 1998, un cancer du poumon est diagnostiqué sur Rena Inoue. Elle décida de rester aux États-Unis pour suivre des traitements. Étant donné que le cancer a été détecté très tôt, elle a été totalement guérie après six mois de chimiothérapie.
Inoue est diplômée en éducation de l'Université Waseda depuis 1999. Elle a obtenu la citoyenneté américaine en 2005.
Rena est fiancée avec son partenaire, John Baldwin depuis janvier 2008. Celui-ci l'a demandé en mariage sur la glace, immédiatement après leur programme libre aux championnats des États-Unis.

### Carrière sportive

#### Représentante du Japon
Rena Inoue a commencé le patinage à 4 ans. Elle a fait de la compétition en simple et en couple.
En tant que patineuse individuelle, elle a remporté la médaille d'argent aux championnats du Japon en 1994 et la médaille de bronze en 1998. Elle a représenté le Japon aux Jeux olympiques de 1994 et s'est classé 18e.
En couple, Rena et son partenaire Tomoaki Koyama furent double champions du Japon (1991-1992). Ils ont participé aux Jeux olympiques d'Albertville en 1992, où ils ont terminé 14e.
Inoue a représenté le Japon à plusieurs compétitions internationales en tant que patineuse individuelle jusqu'en 1999.

#### Représentante des États-Unis
En décembre 1999, Rena Inoue a rencontré John Baldwin. Leur association est devenue officielle en 2000, et ils ont participé aux Championnats américains de 2001 où ils ont terminé 11e. L'année suivante, ils ont terminé 4e aux championnats américains et ils furent envoyés aux Quatre continents, leur première compétition internationale ensemble. Ils se sont classés 7e.
Lors de la saison 2002/2003, ils ont participé au Grand Prix. Aux championnats américains 2003, ils ont remporté la médaille de bronze. Ils ont déclaré forfait des Quatre continents 2003, mais ils ont participé aux championnats du monde où ils ont terminé 10e.
Leurs résultats s'améliorent à leurs compétitions du Grand Prix de la saison 2003/2004. Ils ont gagné leur premier titre national en 2004. Aux Quatre continents, ils se sont classés 4e et répétèrent leur 10e place aux championnats de monde.
Durant la saison 2004/2005, ils ont remporté des médailles pour la première fois sur le circuit du Grand Prix et se qualifièrent pour la Finale où ils ont terminé 6e. Ils ont remporté une médaille d'argent aux championnats américains 2005 et terminèrent 11e aux championnats du monde.
Lors de la saison 2005/2006, Inoue et Baldwin on remporté des médailles à leurs compétitions du Grand Prix. Lors des championnats américains 2006, Inoue et Baldwin sont devenus le premier couple à réussir un triple Axel lancé en compétition. Ils ont remporté l'or aux Quatre continents. Lors de leur programme court aux Jeux olympiques de 2006, ils ont ré-édité l'exploit du triple Axel lancé et ils sont devenus les premiers à avoir réussi un tel élément au niveau international et olympique. Ils ont terminé 7e. Aux championnats du monde, ils se sont classés 4e.
Ils ont remporté l'or à Skate America 2006, après avoir remporté le programme court et terminé deuxième du programme libre. Ils ont remporté l'argent à Skate Canada et au Trophée Éric-Bompard. Ils se sont qualifiés pour la Finale où ils ont terminé 4e. Aux championnats des États-Unis 2007, ils ont remporté une médaille d'argent, suivi d'une 8e place aux championnats du monde.
Pour la saison 2007/2008, ils ont pris la décision de ne pas faire les compétitions du Grand Prix. Ils sont revenus à la compétition pour les championnats américains en janvier 2008, où ils ont terminé 2e, battus par surprise par Keauna McLaughlin et Rockne Brubaker. Tout juste après leur programme libre, John profita de l'occasion pour demander Rena en mariage, alors qu'ils étaient toujours sur la glace. Aux championnats du monde, ils ont terminé 10e.
Lors de la saison 2008/2009, Inoue et Baldwin ont terminé 5e à Skate America et remporté une médaille d'argent au Trophée NHK. Lors des championnats américains 2009, ils ont terminé troisième, battus une nouvelle fois par le couple Keauna McLaughlin et Rockne Brubaker, ainsi que par le nouveau couple Caydee Denney et Jeremy Barrett. Étant donné que l'équipe américaine avait seulement deux places pour les couples, Inoue et Baldwin n'ont pas pu obtenir leur billet pour les championnats du monde. Ils ont tout de même participé aux Quatre continents, où ils ont terminé 7e.

### Changements d'entraîneur
Inoue et Baldwin se sont entraînés avec Jill Watson de 2000 à 2004. Ensuite, ils se sont joints à Peter Oppegard jusqu'en 2007. Par la suite, ils se sont entraînés avec Philipp Mills. Le 15 mai 2009, Inoue et Baldwin ont annoncé qu'ils quittaient Philipp Mills pour se joindre à Jenni Meno et Todd Sand.

## Palmarès

### Pour le Japon
Rena Inoue a patiné dans les années 1990 pour le Japon. Elle patine en couple avec Tomoaki Koyama (de 1989 à 1992), et en individuel (de 1990 à 1999).
| Compétitions en Individuel    | 1990    | 1991    | 1992    | 1993    | 1994    | 1995    | 1996    | 1997    | 1998    | 1999    |  |  |  |  |  |  |  |  |  |  |  |
| Jeux olympiques d'hiver       |         |         |         |         | 18e     |         |         |         |         |         |  |  |  |  |  |  |  |  |  |  |  |
| Championnats du monde         |         |         |         |         | 13e     |         |         |         |         |         |  |  |  |  |  |  |  |  |  |  |  |
| Championnats du Japon         |         |         |         |         | 2e      | 12e     | 5e      | 6e      | 3e      | F       |  |  |  |  |  |  |  |  |  |  |  |
| Championnats du monde juniors |         | 14e     |         |         | 5e      |         |         |         |         |         |  |  |  |  |  |  |  |  |  |  |  |
| Grand Prix ISU en Individuel  | 1989/90 | 1990/91 | 1991/92 | 1992/93 | 1993/94 | 1994/95 | 1995/96 | 1996/97 | 1997/98 | 1998/99 |  |  |  |  |  |  |  |  |  |  |  |
| Skate America                 |         |         |         |         |         |         | 8e      |         |         |         |  |  |  |  |  |  |  |  |  |  |  |
| Skate Canada                  |         |         |         |         |         |         |         |         | 9e      |         |  |  |  |  |  |  |  |  |  |  |  |
| Coupe d'Allemagne             |         |         |         |         | 3e      |         | 7e      |         |         |         |  |  |  |  |  |  |  |  |  |  |  |
| Coupe de Russie               |         |         |         |         |         |         |         |         | 10e     |         |  |  |  |  |  |  |  |  |  |  |  |
| Trophée NHK                   |         |         |         | 11e     | 8e      |         |         |         |         |         |  |  |  |  |  |  |  |  |  |  |  |
|                               |         |         |         |         |         |         |         |         |         |         |  |  |  |  |  |  |  |  |  |  |  |
| Compétitions en Couple        | 1990    | 1991    | 1992    | 1993    | 1994    | 1995    | 1996    | 1997    | 1998    | 1999    |  |  |  |  |  |  |  |  |  |  |  |
| Jeux olympiques d'hiver       |         |         | 14e     |         |         |         |         |         |         |         |  |  |  |  |  |  |  |  |  |  |  |
| Championnats du monde         |         | 15e     |         |         |         |         |         |         |         |         |  |  |  |  |  |  |  |  |  |  |  |
| Championnats du Japon         |         | 1re     | 1re     |         |         |         |         |         |         |         |  |  |  |  |  |  |  |  |  |  |  |
| Championnats du monde juniors | 7e      |         |         |         |         |         |         |         |         |         |  |  |  |  |  |  |  |  |  |  |  |
| Grand Prix ISU en Couple      | 1989/90 | 1990/91 | 1991/92 | 1992/93 | 1993/94 | 1994/95 | 1995/96 | 1996/97 | 1997/98 | 1998/99 |  |  |  |  |  |  |  |  |  |  |  |
| Trophée NHK                   |         |         | 7e      |         |         |         |         |         |         |         |  |  |  |  |  |  |  |  |  |  |  |
| Légende : F = Forfait         |         |         |         |         |         |         |         |         |         |         |  |  |  |  |  |  |  |  |  |  |  |

### Pour les États-Unis
Rena Inoue patine dans les années 2000 pour les États-Unis, dans les compétitions des couples avec John Baldwin (de 2001 à 2010)
| Compétition                 | 2000    | 2001    | 2002    | 2003    | 2004    | 2005    | 2006    | 2007    | 2008    | 2009    | 2010    |  |  |  |  |  |  |  |  |  |  |
| Jeux olympiques d'hiver     |         |         |         |         |         |         | 7e      |         |         |         |         |  |  |  |  |  |  |  |  |  |  |
| Championnats du monde       |         |         |         | 10e     | 10e     | 11e     | 4e      | 8e      | 10e     |         |         |  |  |  |  |  |  |  |  |  |  |
| Quatre continents           |         |         | 7e      | F       | 4e      | F       | 1re     | 3e      | 4e      | 4e      | F       |  |  |  |  |  |  |  |  |  |  |
| Championnats des États-Unis |         | 11e     | 4e      | 3e      | 1re     | 2e      | 1re     | 2e      | 2e      | 3e      | 3e      |  |  |  |  |  |  |  |  |  |  |
|                             |         |         |         |         |         |         |         |         |         |         |         |  |  |  |  |  |  |  |  |  |  |
| Grand Prix ISU              | 1999/00 | 2000/01 | 2001/02 | 2002/03 | 2003/04 | 2004/05 | 2005/06 | 2006/07 | 2007/08 | 2008/09 | 2009/10 |  |  |  |  |  |  |  |  |  |  |
| Finale du Grand Prix        |         |         |         |         |         | 6e      |         | 4e      |         |         |         |  |  |  |  |  |  |  |  |  |  |
| Skate America               |         |         |         |         |         | 3e      | 2e      | 1re     |         | 5e      |         |  |  |  |  |  |  |  |  |  |  |
| Skate Canada                |         |         |         |         |         |         |         | 2e      |         |         |         |  |  |  |  |  |  |  |  |  |  |
| Coupe d'Allemagne           |         |         |         | 5e      |         |         |         |         |         |         |         |  |  |  |  |  |  |  |  |  |  |
| Coupe de Chine              |         |         |         |         | 5e      |         |         |         |         |         |         |  |  |  |  |  |  |  |  |  |  |
| Trophée de France           |         |         |         |         |         |         | 4e      | 2e      |         |         | 4e      |  |  |  |  |  |  |  |  |  |  |
| Coupe de Russie             |         |         |         | 5e      |         |         |         |         |         |         |         |  |  |  |  |  |  |  |  |  |  |
| Trophée NHK                 |         |         |         |         | 4e      | 4e      |         |         |         | 2e      | 3e      |  |  |  |  |  |  |  |  |  |  |
| Légende : F = Forfait       |         |         |         |         |         |         |         |         |         |         |         |  |  |  |  |  |  |  |  |  |  |